# Campo de O'Donnell
Campo de O'Donnell fu lo stadio di Madrid in cui la squadra del Real Madrid disputò le proprie partite casalinghe dal 1912 al 1923. Il club lo sostituì successivamente con il Campo de Ciudad Lineal. La capacità dello stadio era di 5000 spettatori.
Precedentemente (dal 1902 al 1912) la squadra madrilena giocava i suoi match interni in una spianata della vecchia plaza de toros Goya di Madrid. Il campo, comunque, sorgeva su terreni che non erano di proprietà del club. Infatti, gli allora dirigenti dei blancos erano tenuti a versare 1.000 pesetas mensili al legittimo proprietario.